# Seria Norte
Seria Norte é um pico da Cordilheira dos Andes localizado no Peru.